# Norlindmuseet
Norlindmuseet är ett museum i porttornet på Borgeby slott. Museet är en konst- och personhistorisk exposé över paret Hanna och Ernst Norlinds tid tillsammans. Utställningen innehåller även Ernst Norlinds ateljé och galleri.
I slutet av 1800-talet övertogs Borgeby slott av Hanna Larsdotter. Tillsammans med sin make, författaren och konstnären Ernst Norlind, gjorde hon slottet till ett känt kulturcentrum.
Porttornet och samlingarna förvaltas av Kulturen på uppdrag av Hanna och Ernst Norlinds stiftelse.